# Macroblogging
Il macroblogging (o macro blogging o macro-blogging) è una forma di pubblicazione in Rete di messaggi di testo (normalmente di un minimo di 1400 caratteri) pubblicati da un servizio di Social Network, accessibili al pubblico o eventualmente solo alla propria rete di contatti.
Il macroblogging nasce come alternativa al microblogging praticato dal famoso Social Network Twitter e da molti altri come Jaiku, Plurk, Pownce. Woofer è un nuovo servizio indipendente che appoggiandosi a Twitter offre la possibilità di scrivere messaggi più lunghi rispetto alla norma.